# ادوارد ریسلر
ادوارد ریسلر (فرانسوی: Édouard Risler‎؛ ۲۳ فوریه ۱۸۷۳ – ۲۲ ژوئیه ۱۹۲۹) نوازنده پیانو مشهور اهل فرانسه بود.
او در بادن-بادن از یک مادر آلمانی و پدری از اهالی آلزاس به دنیا آمد.
وی دانش‌آموختهٔ «کنسرتوار پاریس» و از شاگردان «تئودور دوبوآ» و «امیل دکومب» بود.